# Marc Vucinovic
Marc Vucinovic (* 19. September 1988 in Hannover) ist ein deutscher Fußballspieler serbischer Abstammung.

## Karriere
Vucinovic begann seine Karriere im Erwachsenenbereich 2007 beim Hildesheimer Niedersachsenligisten SV Bavenstedt. Hier machte der Mittelfeldspieler als Torjäger auf sich aufmerksam und weckte in der Hinrunde der Saison 2008/09 mit 16 Toren in 14 Spielen Interesse bei höherklassigen Vereinen. In der Winterpause wechselte er zum damaligen Drittligisten Eintracht Braunschweig, für den er 2009 noch zu vier Einsätzen kam. Wegen Verletzungsproblemen konnte Vucinovic im Profifußball jedoch zunächst keinen Fuß fassen. Im April 2010 erlitt er zwei Muskelfaserrisse. Es folgte ein Wadenbeinbruch mit Operation. Diese Verletzung zwang ihn zu zehn Monaten Verletzungspause. Nach der Genesung fand sich Vucinovic in der Braunschweiger Reservemannschaft wieder und löste seinen Vertrag in Braunschweig im Januar 2011 vorzeitig auf, nachdem er in die zweite Mannschaft der Eintracht abgeschoben worden war.
Über den Bezirksligisten TuSpo Schliekum wechselte Vucinovic zur Saison 2011/12 zum TSV Havelse in die Regionalliga Nord. Hier fand er zu alter Form zurück: 2011/12 gelangem ihn für Havelse zehn Tore und zwölf Vorlagen in der Regionalliga. 2012/13 trug er mit 16 Toren und 15 Vorlagen zur Vizemeisterschaft des TSV Havelse in der Regionalliga Nord bei. Die Qualifikation für die Aufstiegsrunde zur 3. Liga wurde nur knapp verpasst.
2013 unterzeichnete Vucinovic einen Zweijahresvertrag beim Zweitligisten SC Paderborn 07 und kehrte in den Profifußball zurück. Mit dem SCP stieg er nach der Saison 2013/14 in die Fußball-Bundesliga auf. Sein Bundesligadebüt gab er am 24. August 2014 (1. Spieltag) beim 2:2-Unentschieden im Heimspiel gegen den 1. FSV Mainz 05. Er kam in der Saison 2014/15 auf insgesamt acht Bundesligaspiele und ein Tor, das er am letzten Spieltag bei der 1:2-Niederlage gegen den VfB Stuttgart erzielte. Mit Paderborn stieg er wieder aus der Bundesliga ab und nur ein Jahr später folgte ein weiterer Abstieg aus der zweiten Liga. Nachdem sein Vertrag im Sommer 2018 ausgelaufen war und er acht Monate vertragslos war, schloss er sich im Februar 2019 dem 1. FC Sarstedt als Spielertrainer an.